# Adolf Sanmartín Besalduch
Adolf Sanmartín Besalduch (Vinaròs, 13 d'abril de 1963) és un historiador i polític valencià, diputat a les Corts Valencianes en la VI i VII legislatures i alcalde de Cervera del Maestrat des de l'any 2011.
Es llicencià en Geografia i Història a la Universitat Central de Barcelona i es doctorà en Història Contemporania a la Universitat de València. Ha treballat com a professor a l'IES Maestrat de Sant Mateu, a l'IES Ramon Cid de Benicarló i a la UNED (Universitat Nacional d'Educació a Distància). Militant del PSPV-PSOE, n'ha estat secretari comarcal per als Ports i el Maestrat, regidor de l'ajuntament de Cervera del Maestrat i diputat per la província de Castelló a les eleccions a les Corts Valencianes de 2003 i 2007.
És alcalde de Cervera del Maestrat des de 2011 i ha estat Director Territorial de Presidència de la Generalitat Valenciana a la província de Castelló des de 2016 a 2020, moment que és nomenat Director General de Seguretat i Emergències de la Conselleria de Justicia, Interior i Administració Pública de la Generalitat Valenciana. El març de 2023 passa a ser Director General d'Administració Pública.

## Obres
- Els convents de dominics i agustines de Sant Mateu abans i després de la desamortització de Mendizábal (1989) publicat pel Centre d'Estudis del Maestrat
- Les fortificacions de la vila de traiguera 1641-1650 (1990) publicat pel Centre d'Estudis del Maestrat
- Les estratègies socioeconòmiques desenvolupades per una família noble castellonenca al segle xix. El cas del Barón de La Pobla, publicat al Butlletí de la Societat Castellonenca de Cultura (2000)
- Empresarios, políticos y sindicalistas. La pugna por el poder en el Benicarló de la II República., V Premi d'Investigació Històrica Ciutat de Benicarló.[2]